# Estádio Chamartín
O Estádio Chamartín, oficialmente Campo del Real Madrid Club de Fútbol, foi um estádio de futebol situado na cidade de Madrid, mais especificamente no distrito de Chamartín, na comunidade autônoma espanhola de Madrid. Localizava-se no mesmo local onde hoje situa-se o Estádio Santiago Bernabéu, no quarteirão formado pelas seguintes vias: Avenida de Concha Espina, Paseo de la Castellana, Calle de Rafael Salgado e Calle del Padre Damián. Pertencia ao Real Madrid Club de Fútbol. Possuiu capacidade entre 15 e 25 mil espectadores.
O estádio foi inaugurado no dia 17 de maio de 1924 com a realização de uma partida amistosa entre Real Madrid, proprietário do estádio, e Newcastle United, clube inglês, vencida pelo clube espanhol por 3 a 2. O último jogo disputado pelo Real Madrid Club de Fútbol no estádio, contra o Málaga Club de Fútbol, ocorreu no dia 16 de maio de 1946. No mesmo ano, o Estádio Chamartín foi demolido para a construção do Estádio Santiago Bernabéu no mesmo local.